# Geoff Coleman (cầu thủ bóng đá)
Geoffrey James Coleman (sinh ngày 13 tháng 5 năm 1936) là một hậu vệ phải bóng đá người Anh ra sân tại Football League cho Northampton Town.